# Cereus hildmannianus
Cereus hildmannianus là một loài thực vật có hoa trong họ Cactaceae. Loài này được K.Schum. mô tả khoa học đầu tiên năm 1876.

## Hình ảnh

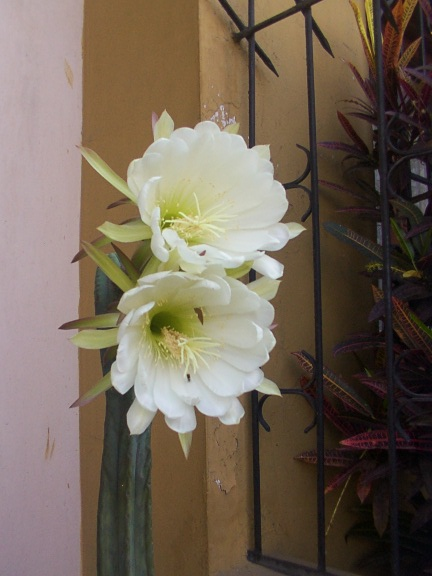
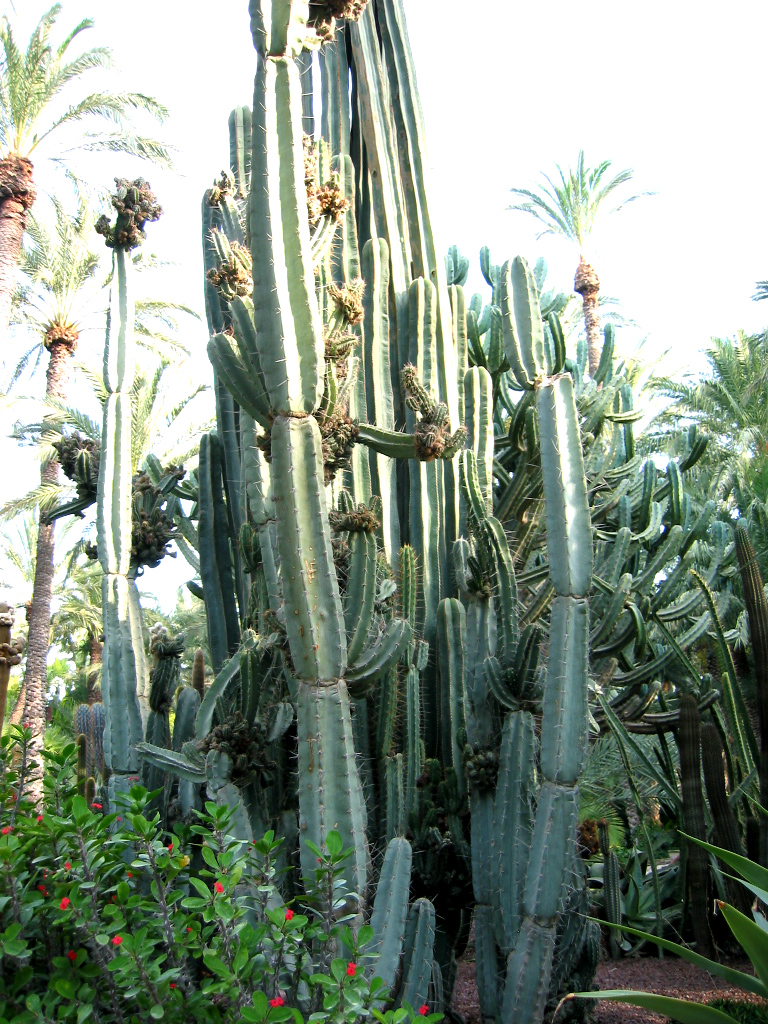
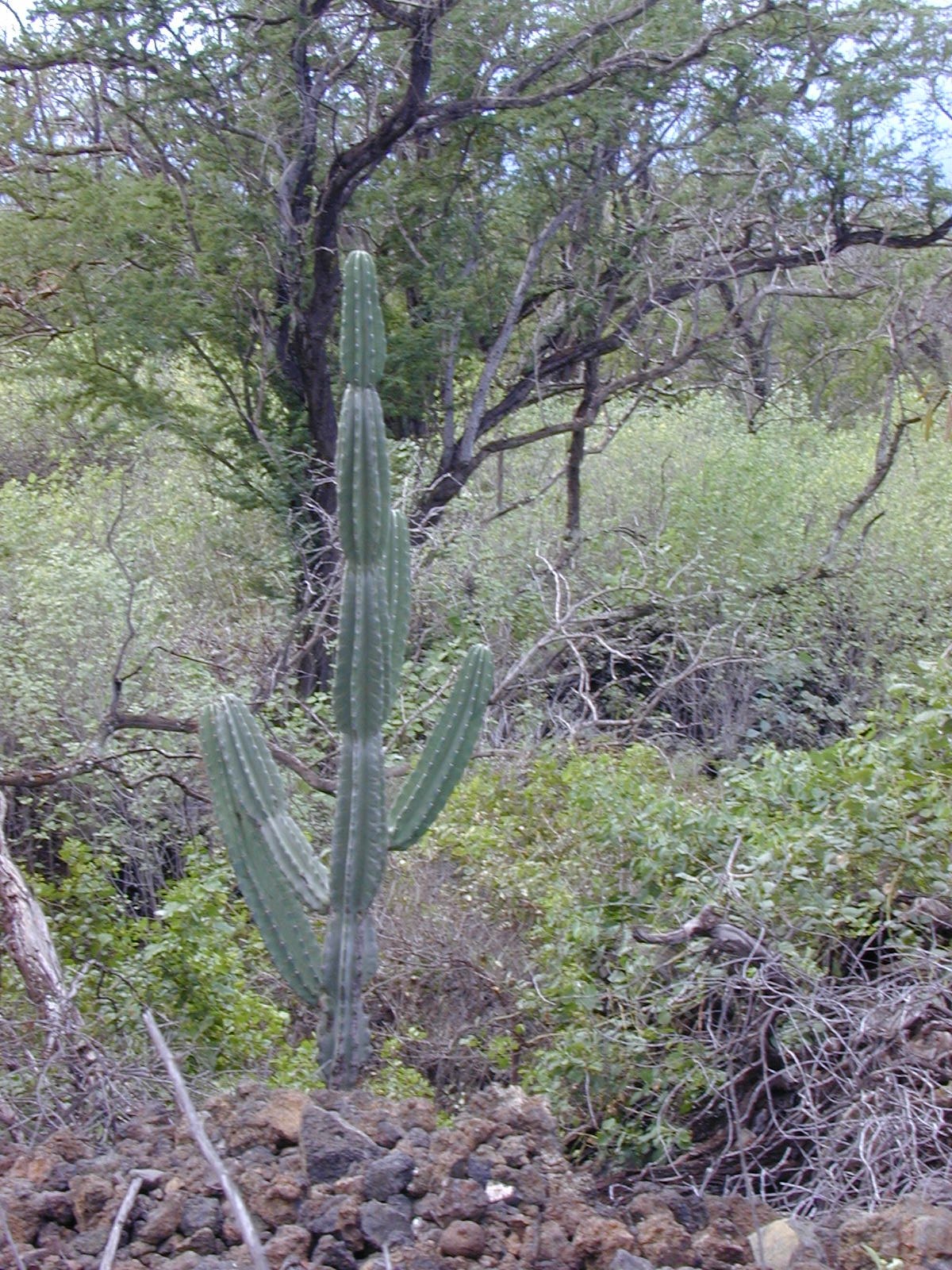
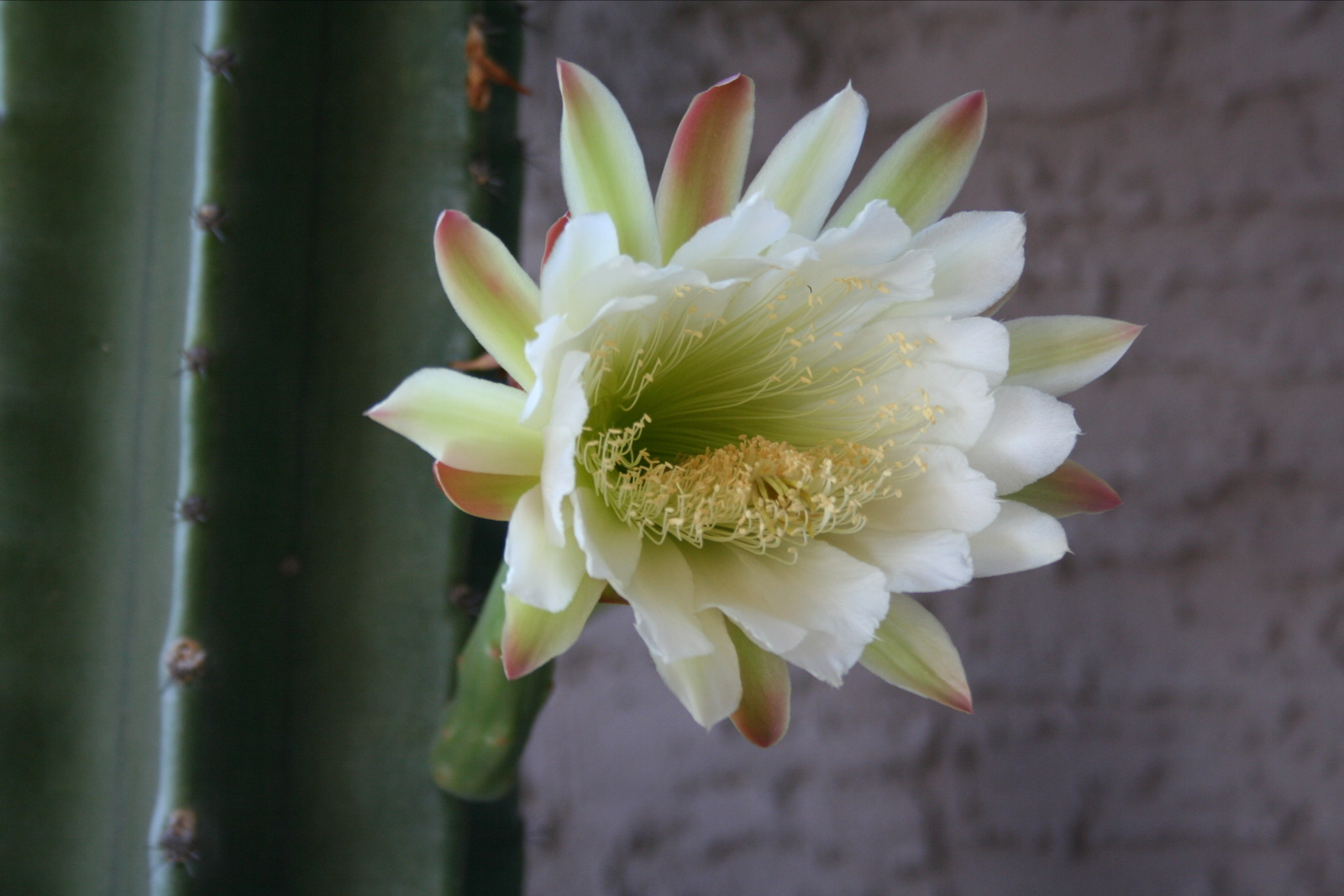